# Ladytown
Ladytown är ett företagscentrum i republiken Irland. Det ligger i provinsen Leinster, i den centrala delen av landet. Ladytown ligger 94 meter över havet och antalet invånare är 452.
Terrängen runt Ladytown är platt. Trakten runt Ladytown består i huvudsak av gräsmarker.